# Naissance d'une cité, Gennevilliers
Pour plus de détails, voir Fiche technique et Distribution.
Naissance d'une cité, Gennevilliers est un documentaire français réalisé par Louis Daquin, sorti en 1964.

## Synopsis
L'histoire de Gennevilliers, et notamment de 30 ans de gestion communiste.

## Fiche technique
- Titre original : Naissance d'une cité, Gennevilliers
- Réalisation : Louis Daquin
- Scénario : Louis Daquin, Jean Michaud-Maillan
- Photographie : Jean Penzer
- Son : Christian Hackspill
- Musique : Philippe-Gérard
- Société de production : Coopérative générale du cinéma français
- Pays d'origine :  France
- Langue originale : français
- Format : Noir et blanc  — 35 mm — 1,37:1 — son mono
- Genre : Documentaire
- Durée : 30 minutes
- Dates de sortie : 
  - France : novembre 1964

## Distribution
- Roger Pigaut : narrateur